# سيدني فيليبس
سيدني فيليبس (بالإنجليزية: Sidney Phillips)‏ هو طبيب أمريكي، ولد في 2 سبتمبر 1924 في موبيل في الولايات المتحدة، وتوفي بنفس المكان في 26 سبتمبر 2015.

## وصلات خارجية
- الموقع الرسمي